# 고통 (심리학)
고통은 심리학에서 심리적 고통(psychological pain), 정신적 고통(mental pain) 또는 정서적 고통(emotional pain)은 심리적, 비물리적 원인의 불쾌한 느낌(고통)을 가리키는 용도로 사용된다.  에드윈 슈나이드먼(Edwin S. Shneidman)은 이것을 "인간으로서 얼마나 많은 상처를 입었는가? 이것은 정신적 수난이자 정신적 고통 "이라고 설명했다.
심리적 고통을 정의할 수 있는 간단한 방법은 없다. 또한 다른 단어를 사용하는 것은 일반적으로 인간 삶의 심적 특정 측면을 강조하게 된다. 기술적인 용어에서  심리통증 또는 정신성통증(algopsychalia 또는 psychalgia)이 포함되지만 정신성동통, 정서적 수난, 정신적 고통(psychic pain), 사회적 고통, 영적 또는 영혼의 고통(spiritual 또는 soul pain)이라고도 한다. 또는 단순히 '고통'으로 언급되기도 한다.이러한 용어들은 분명히 동등한 용어는 아니지만, 심리적 고통, 정신적 고통, 정서적 고통 및 괴로움과 수난에 대한 이론과 모델을 체계적으로 비교한 결과 각각이 똑같이 심하게 불쾌한 감정(unpleasant feeling,pain)을 묘사한다고 결론지었다. 심리적 고통은 인간 존재의 피할 수 없는 양상으로 여겨진다.
심리학적으로 심리적 고통에 대한 다른 설명은 "자아의 부정적인 변화와 부정적인 감정을 수반하는 기능에 대한 인식으로 특징 지어지는 광범위한 주관적 경험"이다.  또는 "확장된 주관적 경험 ... 종종 국소적이고 유해한 신체 자극과 관련이 있다".  또는 "자기의 무능력 또는 결핍에 대한 부정적인 평가로 인한 지속되고 지속 가능하지 않은 불쾌한 느낌 "으로 언급되기도 한다

## 심적 고통
심리학적으로 심적 고통(괴로움)은 반성, 성찰, 성숙의 주요한 요인이 될수있다는점에서 언급하고있다. 그러나 많은 심리학자들은 이러한 고통이 보다 나은 삶을 위한 긍정적인 효과를 발휘할 수 있는 순기능적인 면과 함께  자신과 타인의 삶에 불안정한 요인을 제공할수도 있는 역기능적인 측면도 함께 언급하고있다.

## 같이 보기
- 슬픔